# リー・チャーム
イ・チャム（李参、朝鮮語: 이참/李參、1954年4月3日 - ）は、大韓民国の俳優、放送作家、実業家である。

## 生涯
ドイツ生まれで、出生名はベルンハルト・クヴァント（ドイツ語: Bernhard Quandt）。韓国に帰化して李 韓祐（イ・ハヌ、이한우）を名乗り、朝鮮の氏族の独逸李氏の始祖となった。後に李 参（イ・チャム、이참/李參）に改名した。
2009年7月に韓国観光公社総裁に就任した。しかし、日本へ出張中に不適切な行動を取ったことで批判を浴び、2013年11月に総裁を辞任した。

## 著書
- 나는 독일제 순 한국인 (1997) ISBN 9788970122809
- 툭 터놓고 씹는 이야기 (2000) ISBN 9788953295209
- 무한한 가능성을 가진 답답한 나라 한국 (2007) ISBN 9788987355214